# Lomba (Amarante)
Lomba es una fregesía portuguesa del municipio de Amarante, con 3,22 km² de área y 859 habitantes (2001). Densidad poblacional: 266,8 hab/km².
- Datos: Q1023970
- Multimedia: Lomba (Amarante) / Q1023970